# Дакка (регіон)
Регіон Дакка (бенг. ঢাকা বিভাগ, Ḍhākā bibhāg, англ. Dhaka division) — один з 8 регіонів (бібхаґ) Бангладеш, розташований в центрі країни.

## Округи
Столиця регіону — місто Дакка, столиця Бангладеш. Регіон складається з таких 17 округів:
- Дакка
- Фарідпур
- Газіпур
- Гопалгандж

- Кішоргандж
- Мадаріпур
- Манікгандж
- Муншигандж
- Нараянгандж
- Нарсінгді
- Раджбарі
- Шаріатпур
- Тангайл